# كيمي شميت القوية
كيمي شميت القوية (بالإنجليزية: Unbreakable Kimmy Schmidt)، مسلسل كوميدي أمريكي من إعداد تينا فاي وروبرت كارلوك، وبطولة ايلي كيمبر. عرض على نتفليكس منذ 6 مارس، 2015. أُعدت 13 حلقة من المسلسل ليعرض على هيئة الإذاعة الوطنية في ربيع 2015، ثم باعت هيئة الإذاعة الوطنية المسلسل لـنتفليكس.
يتابع المسلسل حياة كيمي شميت (كيمبر) البالغة من العمر 29 سنة وتعيش في نيويورك بعد أن انقذت من جماعة نهاية العالم في ولاية إنديانا، عندما كانت محتَجَزة مع ثلاث نساء اخريات من قبل الكاهن ريتشارد واين (جون هام) لخمسة عشرة عاماً. قررت كيمي تغيير حياتها والبدأ من جديد فأنتقلت إلى نيويورك، وتعرفت على ليليان كاوشتوبير (كارول كاين)، وشريكها بالسكن تيتوس اندروميدون (تيتوس برجس)، تعمل كمربية أطفال لجاكلين فورهيس (جيني كراكوسكي)، وبمساعدتهم تحاول كيمي التأقلم مع العالم والحياة كبالغة. 
منذ بدأ عرضه حصل المسلسل على إستحسان النقاد، كما قال عنه الناقد سكوت ميسلو «من أوائل أفضل البرامج الكوميدية التي تبث على الإنترنت»، وفي 16 يوليو، 2015 رشح المسلسل لسبع جوائز الإيمي برايم تايم.
في 17 يناير، 2016، جدد المسلسل لموسم ثالث. وفي 13 فبراير، 2017، أعلن بأن المسلسل سيتوفر للعرض في 19 مايو، 2017.

## الإنتاج والتطوير
نشأة البرنامج كانت عندما طُلب من تينا فاي وروبرت كارلوك أن يعدوا برنامجاً تلفزيوني لـ (ايلي كيمبر). كانت إحدى أفكارهما للمسلسل بأن تسيقظ كيمبر من غيبوبة، لكنهم أختاروا القصة الحالية. أُعد المسلسل مبدئيا لقناة هيئة الإذاعة الوطنية بعنوان (توكين). بعدها باعت القناة المسلسل لـ (نتفليكس).

## قصة المسلسل
في الموسم الأول، كيمي شميت (ايلي كيمبر) كانت في الصف الثامن عندما خطفت من قبل الكاهن ريتشارد واين غاري (جون هام). أحتجز الكاهن كيمي وثلاث نساء اخريات في قبو تحت الأرض، حيث أقنعهم بأن يوم الحساب قد أتى، وأنهم اخر البشر الناجين الذين بقوا على قيد الحياة. بعد ان أنقذوا ظهرت النساء المحتجزات في برنامج «ذا توداي شو» في نيويورك. بعد انتهاء البرنامج كيمي لم ترغب في العودة إلى إنديانا لتبدأ حياتها في نيويورك. بعد أن جالت المدينة تلقتي كيمي بالمالكة ليليان كاوشتوبير (كارولكاين) التي عرضت عليها ان تكون زميلة سكن تيتوس (تيتوس برجس). تبدأ كيمي في البحث عن عمل وخلال ذلك تلتقي كيمي بجاكلين فورهيس (جيني كراكوسكي) التي توظف كيمي كمربية لأطفالها.

## الشخصيات

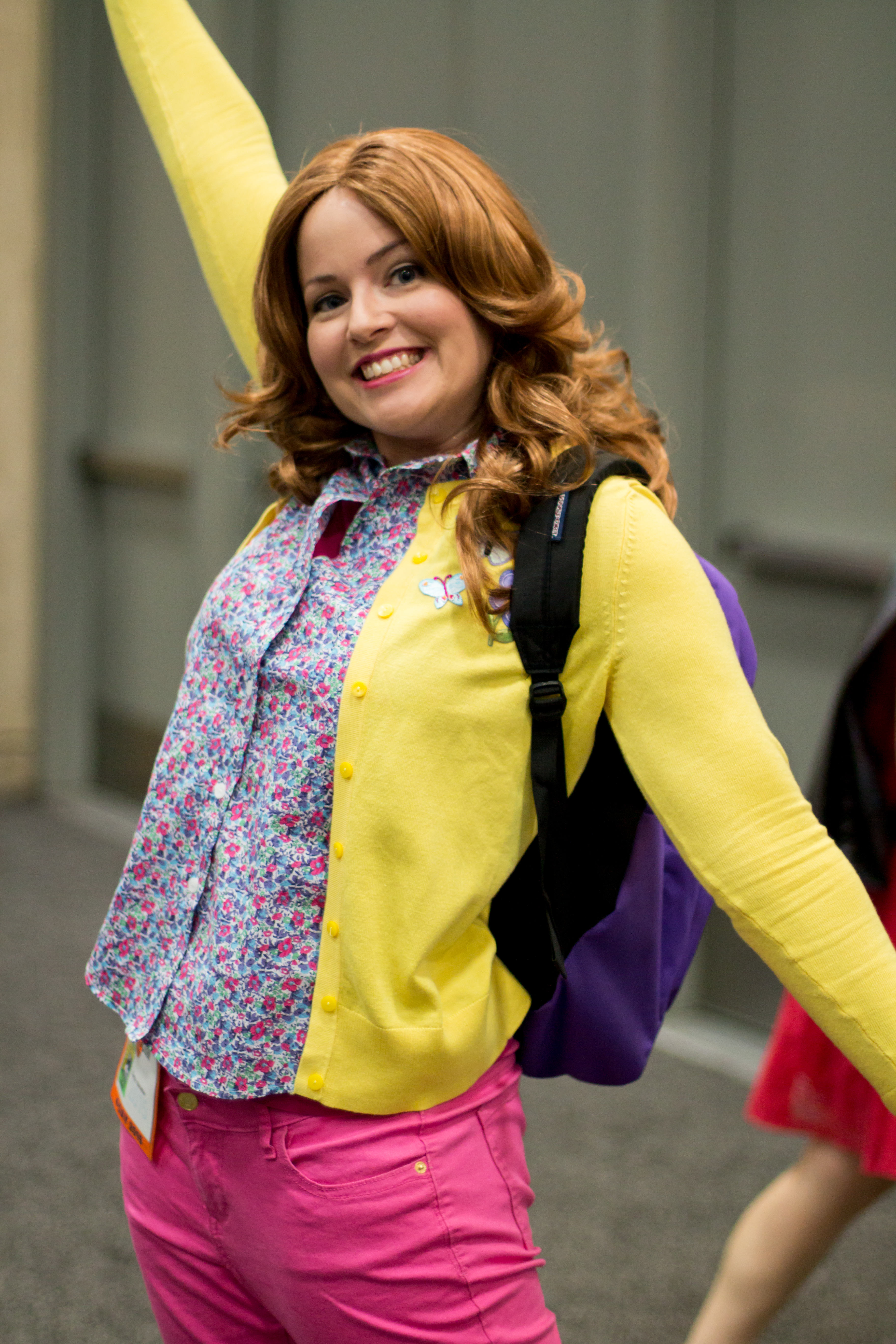
ايلي كيمبر (كيمي)

### الشخصيات الرئيسية
- ايلي كيمبر بدور كيمبرلي «كيمي» شميت، بطلة المسلسل، امرأة شابة تحاول العيش والتكييف في مدينة نيويورك
- تيتوس برجس بدور تيتوس اندروميدون، زميل كيمي في السكن، شاذ جنسي ومؤدي مسرحي
- كارول كاين بدور ليليان كاوشتوبير، مالكة شقة كيمبر وتيتوس
- جيني كراكوسكي بدور جاكلين فورهيس، امرأة غنية من منهاتن تعمل كيمبر كمربية لاطفالها.

### شخصيات متكررة
- ديلان غيلولا بدور زانثيبي لانيستير ابنة جاكلين.
- كي هونغ لي بدور دونغ نغوين رفيق كيمي بالدراسة.
- آدام كامبل بدور لوغان بيكمن رجل غني معجب بكيمي.
- سارا تشايس بدور سندي بوكورني صديقة كيمي المقربة منذ أيام الاحتجاز.
- لورين آدامز بدور غرتشن تشالكركانت محتجزة مع كيمي.
- سول ميراندا بدور دونا ماريا.
- مايك بريت بدور والتر بانكستن.
- تانر فلوود بدور باكلي فورهيس ابن جاكلن.
- اندي رايدنغنس بدور تشارلز معلم باكلي المعجب بكيمي.
- سوزانا غوزمان بدور فيرا خادمة جاكلن.
- تيم بلايك نيلسن بدور راندي.
- جون هام بدور الكاهن ريتشارد واين، الرجل الذي احتجز كيمي في سرداب لخمسة عشر عاماً.
- تينا فاي و جيري ماينور بدوري مارسيا وكرس المدعين العامين في القضية المرفوعة ضد الكاهن.
- شيري فوستر و جيل برمنغهام بدوري فيرن وفيرجل والدا جاكلن.

### ضيوف الحلقات
- جون مكمارتن بدور غرانت صديق عائلة فورهيس.
- مارتن شورت بدور الدكتور غرانت دكتور عمليات تجميل جاكلين.
- بات باتل بدور نفسها مراسلة الاخبار.
- ريتشارد كيند بدور السيد ليفكوفتز مدرس كيمي.
- مارك هاريليك بدور جوليان فورهيس.
- كيرنان شيبكا بدور كايمي اخت كيمي غير الشقيقة.
- كرستين أيبيرسول بدور هيلين والدة زانثيبي.
- دين نوريس بدور أم. لي لوب.
- كينن تومبسون بدور رولاند زوج ليليان المتوفي.
- زوسيا ماميت وايفان جونيغكيت بدوري سو وبوب تومبستين.
- سامويل بيج بدور كيث.
- جوشوا جاكسون بدور بورفس.
- بيلي ايكنير بدور نفسه.
- جيف غولدبلوم بدور الدكتور ديف مقدم برنامج حواري.
- آيس-تي بدور نفسه.
- جودي غولد بدور جودي.
- جوش تشارلز بدور دوك.
- ليزا كودرو بدور موري-آن شميت والدة كيمي.

## الحلقات

### نظرة عامة
مقالة مفصلة: قائمة حلقات كيمي شميت القوية
| الموسم | الموسم | عدد الحلقات | تاريخ العرض   |
| ------ | ------ | ----------- | ------------- |
|        | 1      | 13          | 6 مارس 2015   |
|        | 2      | 13          | 15 أبريل 2016 |
|        | 3      | غ/م         | 19 مايو، 2017 |

## الجوائز والترشيحات
| السنة                        | الفئة                                 | المرشحين                              | النتائج    |
| جوائز ويبي                   | جوائز ويبي                            | جوائز ويبي                            | جوائز ويبي |
| ---------------------------- | ------------------------------------- | ------------------------------------- | ---------- |
| 2015                         | جائزة ويبي للأفضل ممثلة               | ايلي كيمبر                            | فوز        |
| 2015                         | جائزة ويبي للأفضل ممثل                | تيتوس برجس                            | فوز        |
| جوائز اختيار نقاد التلفاز    |                                       |                                       |            |
| 2015                         | أفضل ممثل بدور مساعد                  | تيتوس برجس                            | رُشِّح        |
| جوائز رابطة نقاد التلفاز     |                                       |                                       |            |
| 2015                         | أفضل انجاز كوميدي                     | أفضل انجاز كوميدي                     | رُشِّح        |
| جوائز الإيمي برايم تايم      |                                       |                                       |            |
| 2015                         | أفضل مسلسل كوميدي                     | أفضل مسلسل كوميدي                     | رُشِّح        |
| 2015                         | أفضل ممثل بدور مساعد في مسلسل كوميدي  | أفضل ممثل بدور مساعد في مسلسل كوميدي  | رُشِّح        |
| 2015                         | أفضل ممثلة بدور مساعد في مسلسل كوميدي | أفضل ممثلة بدور مساعد في مسلسل كوميدي | رُشِّح        |
| 2015                         | أفضل ممثلة ضيف في مسلسل كوميدي        | تينا فاي                              | رُشِّح        |
| 2015                         | أفضل ممثل ضيف في مسلسل كوميدي         | جون هام                               | رُشِّح        |
| 2015                         | أفضل منسق حركات                       | جيل براون                             | رُشِّح        |
| 2015                         | أفضل طاقم تمثيل في مسلسل كوميدي       | جينيفير يوستون وميريدث تاكر           | رُشِّح        |
| جوائز انترتينمنت ويكلي       |                                       |                                       |            |
| 2015                         | أفضل ممثلة                            | ايلي كيمبر                            | رُشِّح        |
| جوائز غولد ديربي التلفزيونية |                                       |                                       |            |
| 2015                         | أفضل مسلسل كوميدي                     | أفضل مسلسل كوميدي                     | رُشِّح        |
| 2015                         | أفضل ممثلة كوميدية                    | ايلي كيمبر                            | رُشِّح        |
| 2015                         | أفضل ممثل كوميدي بدور مساعد           | تيتوس برجس                            | فوز        |
| 2015                         | أفضل ممثلة كوميدية بدور مساعد         | جيني كراكوسكي                         | رُشِّح        |
| 2015                         | أفضل ممثلة كوميدية بدور ضيف           | تينا فاي                              | رُشِّح        |
| 2015                         | أفضل ممثل كوميدي بدور ضيف             | جون هام                               | فوز        |
| 2015                         | أفضل حلقة كوميدية                     | تينا فاي، روبرت كارلوك وتريسترام      | رُشِّح        |
| جائزة نقابة ممثلي الشاشة     |                                       |                                       |            |
| 2015                         | أفضل أداء لممثلة في مسلسل كوميدي      | ايلي كيمبر                            | رُشِّح        |
| جوائز بيبول تشويس            |                                       |                                       |            |
| 2015                         | أفضل مسلسل على الانترنت               | أفضل مسلسل على الانترنت               | رُشِّح        |
| رابطة نقاد برامج شواذ الجنس  |                                       |                                       |            |
| 2015                         | مسلسل كوميدي السنة                    | مسلسل كوميدي السنة                    | رُشِّح        |
| 2015                         | أداء تلفزيوني السنة - ممثل            | تيتوس برجس                            | رُشِّح        |
| نقابة كتاب أمريكا            |                                       |                                       |            |
| 2015                         | مسلسل كوميدي                          | مسلسل كوميدي                          | رُشِّح        |
| 2015                         | مسلسل جديد                            | مسلسل جديد                            | رُشِّح        |

## وصلات خارجية
- الموقع الرسمي
- كيمي شميت القوية على موقع IMDb (الإنجليزية)
- كيمي شميت القوية على موقع ميتاكريتيك (الإنجليزية)
- كيمي شميت القوية على موقع روتن توميتوز (الإنجليزية)
- كيمي شميت القوية على موقع نتفليكس (الإنجليزية)
- كيمي شميت القوية على موقع ميوزك برينز (الإنجليزية)
- كيمي شميت القوية على موقع فيلمافينيتي (الإسبانية)
- كيمي شميت القوية على موقع كينوبويسك (الروسية)
- كيمي شميت القوية على موقع ألو سيني (الفرنسية)
- كيمي شميت القوية على موقع قاعدة بيانات الفيلم (الإنجليزية)